# Ранго (слон)
 Тази статия е за актрисата Ранго.  За анимирания уестърн вижте Ранго.  
Ранго е слоница, съветска киноактриса, участвала в повече от 30 филма. Наричана е „Заслуженная слониха России“.
Ранго е отгледана и дресирана от известните руски менажери от династията Корнилови. Взима участие в над 30 ленти, между които са Старик Хоттабыч и Приключения желтого чемоданчика.
Посред пукотевицата на снимачните площадки Ранго не проявява безпокойство, а само потупва с големите си уши.

## Непълна филмография
- Старик Хоттабыч. Режисьор Генадий Казански, по мотивите на едноименнта повест на Лазар Лагин. (1956)[1]
- Приключения жёлтого чемоданчика. Режисьор Иля Фрез, по повеста на София Прокофиева. (1970)[1]
- Солдат и слон. Сценарий и режисура Дмитрий Кесаянц, в главните роли Фрунзик Мкртчян – Арменак Гаспарян, Ранго – Габуша (1977)[2]